# Hubert Okwieka
Hubert Okwieka (ur. 27 października 1924 w Chropaczowie – obecnie część Świętochłowic) – polski górnik i działacz socjalistyczny, poseł na Sejm PRL IV i V kadencji.

## Życiorys
Uzyskał wykształcenie podstawowe. W 1940 podjął pracę w firmie braci Eitz w Bytomiu oraz w kopalni „Śląsk”, gdzie był wozakiem. W 1943 jako Ślązak został przymusowo wcielony do Wehrmachtu. Od lutego do października 1945 przebywał w niewoli, po czym powrócił do kopalni „Śląsk”, gdzie pracował jako rębacz strzałowy. Potem był instruktorem strzałowym w kopalni „Śląsk-Matylda” w Świętochłowicach. Za ofiarną pracę został odznaczony Srebrną odznaką Przodownika Pracy.
W 1946 wstąpił do Polskiej Partii Socjalistycznej, a w 1948 przystąpił z nią do Polskiej Zjednoczonej Partii Robotniczej. Od 1956 zasiadał w plenum rady zakładowej, pełnił też funkcję zakładowego społecznego inspektora pracy w kopalni „Śląsk”. Od 1960 zasiadał w egzekutywie Komitetu Zakładowego PZPR przy kopalni „Śląsk”, a od 1964 w plenum i egzekutywie Komitetu Miejskiego partii w Świętochłowicach. W 1965 i 1969 uzyskiwał mandat posła na Sejm PRL w okręgu Chorzów. W trakcie IV kadencji zasiadał w Komisji V, a w trakcie V w Komisji Przemysłu Ciężkiego, Chemicznego i Górnictwa.

## Odznaczenia
- Order Sztandaru Pracy II klasy
- Złoty Krzyż Zasługi
- Srebrny Krzyż Zasługi (1955)[1]
- Odznaka 1000-lecia Państwa Polskiego
- Srebrna odznaka Przodownika pracy